# Офелия (спутник)
Не следует путать с одноимённым астероидом.
Офелия (англ. Ophelia) — спутник планеты Уран.
Была открыта 20 января 1986 года по снимкам, сделанным аппаратом «Вояджер-2», и получила временное обозначение S/1986 U 8.
Не была доступна для наблюдений, пока космический телескоп «Хаббл» не получил соответствующие изображения в 1997 году.
Названа по имени персонажа из пьесы Шекспира «Гамлет».
Также обозначается как Уран VII.
За исключением орбиты, радиуса в 23 км и геометрического альбедо 0,08, об Офелии практически ничего не известно.
На снимках, переданных «Вояджером-2», Офелия выглядит как продолговатый объект, направленный своей главной осью на Уран.
Отношение её поперечного размера к продольному составляет 0,7 ± 0,3.
Офелия выполняет роль спутника-«пастуха» на внешнем крае кольца Эпсилон Урана.
Орбита Офелии располагается внутри синхронной орбиты Урана, вследствие чего орбита этого спутника постепенно снижается из-за воздействия приливных сил.